# Diakonis – Stiftung Diakonissenhaus
Diakonis – Stiftung Diakonissenhaus (eigene Schreibweise: diakonis) ist eine evangelische Stiftung mit Sitz in Detmold in Nordrhein-Westfalen. Sie ist Mitglied im Diakonischen Werk der Lippischen Landeskirche und vor allem im Bereich Altenpflege tätig. Die Stiftung wurde 1899 als evangelisches Diakonissenhaus gegründet. Das Diakonissenhaus in Detmold ist das einzige reformierter Prägung.

## Profil
Diakonis ist eine evangelische Stiftung des privaten Rechts. Sie fungiert als Trägerin von neun voll- und teilstationären Altenhilfeeinrichtungen in Detmold, Lage und Augustdorf. Dort werden rund 1000 Menschen von etwa 630 Mitarbeitenden versorgt. Weiter ist Diakonis Trägerin eines stationären Hospizes und eines Fachseminars für Altenpflege.

## Herberge zur Heimat
Die Stiftung Herberge zur Heimat, deren Vorstand traditionell aus Vertretern des Diakonissenhauses und der Lippischen Landeskirche besteht, ist eine Anlaufstelle für Menschen in sozialen Notlagen. Gegründet wurde die Herberge 1885 als Arbeiterkolonie, einer Einrichtung für Wanderarbeiter und Obdachlose. Damals wie heute hat sie ihren Sitz in der Detmolder Mühlenstraße.
Heute betreibt die Herberge unter anderem eine Kindersuppenküche, eine Tafel oder Trainingsappartements, in denen Menschen wieder lernen sollen, in einer Wohnung zu leben.

## Geschichte

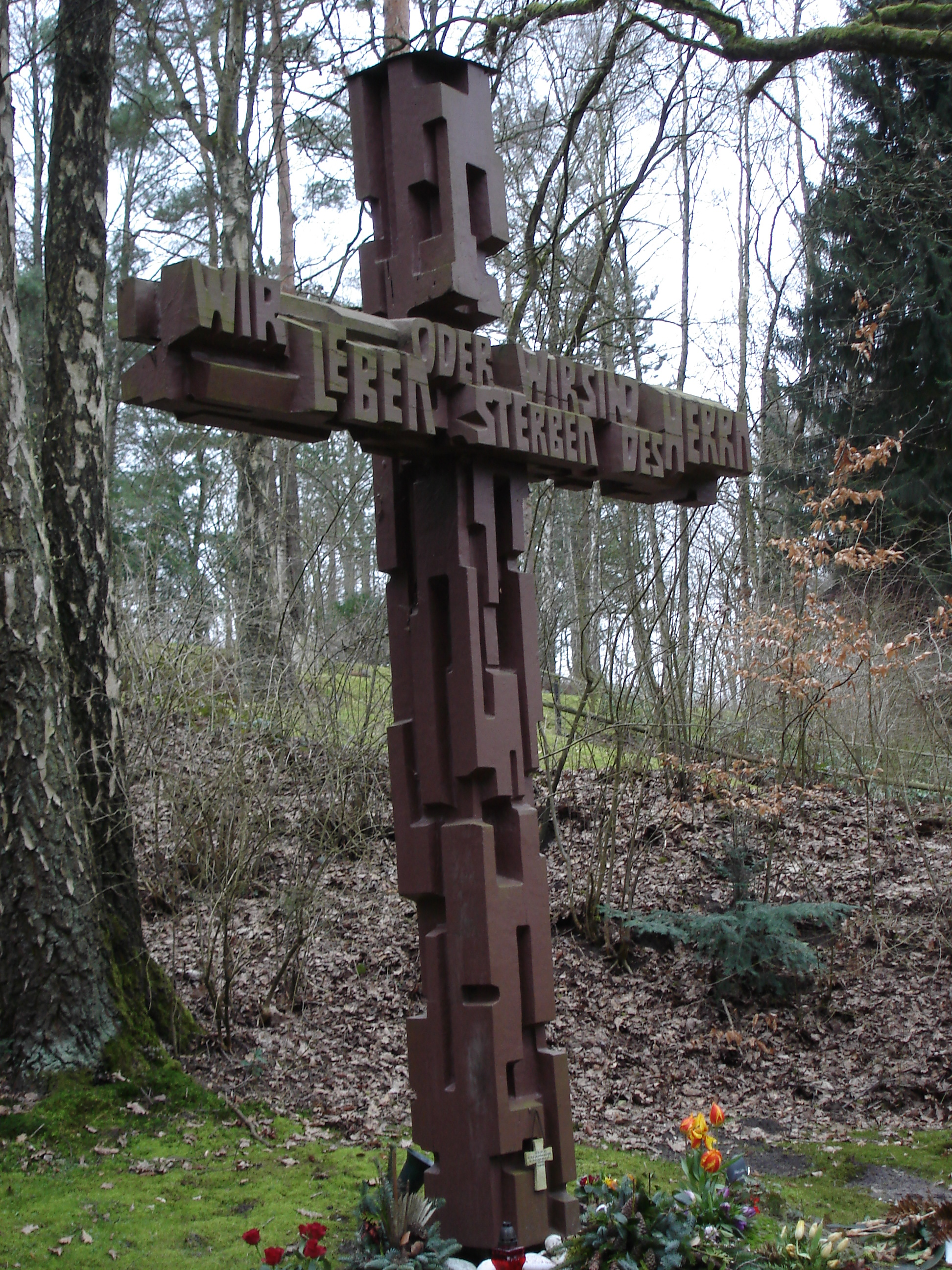
Historische Ruhestätte der Diakonissen auf dem Friedhof Kupferberg

Das Diakonissenhaus in Detmold wurde im Jahr 1899 unter Beteiligung der lippischen Regionalkonferenz des Reformierten Bundes gegründet. Weit über die Grenzen des späteren Kreises Lippe hinaus waren die Diakonissen auch in der Grafschaft Bentheim, den reformierten Gemeinden Ostfrieslands und Städten wie Bielefeld, Essen oder Hannover tätig. Sie arbeiteten unter anderem in Krankenhäusern, Kinder- und Altenheimen.
In der Zeit des Kirchenkampfes während des Nationalsozialismus war das Haus ein Zufluchtsort der Bekennenden Kirche. So schrieb der evangelische Widerstandskämpfer Martin Albertz 1949: „Unter allen Zufluchtsstätten, die der Bekennenden Kirche geschenkt worden sind, ist uns keine so ans Herz gewachsen wie das Diakonissenhaus in Detmold.“
Die Detmolder Diakonissen waren dieser evangelischen Oppositionsbewegung geschlossen beigetreten. Drei von ihnen verbrachten aus diesem Grund einige Zeit im Gefängnis.
Unter Beteiligung Martin Niemöllers tagte der Rat der Evangelischen Kirche in Deutschland 1950 im Diakonissenhaus.
Nach 1953 erreichte die Zahl der Diakonissen mit 321 Schwestern ihren Höhepunkt. Seitdem wurden es kontinuierlich weniger. Insgesamt gab es in Detmold mehr als 430 Diakonissen. Diakonissen, Mitarbeitende und Ehemalige sind heute in der Diakonischen Gemeinschaft organisiert.
Im Jahr 2009 hat das Evangelische Diakonissenhaus Detmold seinen Namen in diakonis – Stiftung Diakonissenhaus geändert. Der neue Name enthält keinen konfessionellen und regionalen Bezug mehr. Seitdem fungieren alle Einrichtungen der Stiftung unter diesem Namen. Diakonis bezeichnet sich selbst als „moderner Dienstleister innerhalb der Diakonie“.